# Hervé Dubly
 (septembre 2011).
Si vous disposez d'ouvrages ou d'articles de référence ou si vous connaissez des sites web de qualité traitant du thème abordé ici, merci de compléter l'article en donnant les références utiles à sa vérifiabilité et en les liant à la section « Notes et références ».
Hervé Dubly est un peintre français né le 3 août 1935 à Villers-sur-Mer et décédé le 27 mai 2005 à Saint-Malo,. 
Fils d'Henry-Louis Dubly, homme de lettres et d'une mère pianiste, Hervé Dubly entre à 17 ans dans une grande agence de publicité comme maquettiste.
Autodidacte de la peinture, il fait un très court séjour de quinze jours aux Beaux-Arts où il étouffe.
Alors qu'il est illustrateur pour le célèbre magazine Vogue, à la fin des années 1950, la rédactrice en chef de l'époque,
Edmonde Charles-Roux, soulignera l'excellence de ce « grand jeune homme aux airs de dandy ».
Début des années 1960, il met ses talents au service de la décoration des vitrines du magasin Printemps à Paris.
C'est à la même époque que les plus grands couturiers comme Yves Saint Laurent, Christian Dior et Pierre Cardin lui commandent des dessins publicitaires. Il expose également dans plusieurs galeries parisiennes : des dessins, galerie Bellechasse en 1964, des huiles, galerie Laurens avenue Matignon en 1965.
En 1966, cinq de ses aquarelles sont acquises par la ville de Paris. En 1969, il expose des aquarelles à l'Hôtel George-V.
En 1970, on le retrouve à Deauville, galerie Apesteguy, pour y présenter des aquarelles. C'est toujours l'aquarelliste qui obtient une médaille d'argent au Salon des artistes français de 1976.
À partir de 1977 à 1979, il se fait remarquer en relisant des toiles pour les salles de grands restaurants parisiens : la brasserie Lip, Maxim's... ainsi que deux toiles dans le célèbre salon de coiffure Alexandre, sur une desquelles on peut reconnaître 
Grace Kelly et sa fille Caroline.
Victime de doutes et d'un mal être profond, il s’exile en province.
En 1983, il s'installe définitivement à Saint-Malo où il crée sa galerie. Là, il ne se consacre plus qu'à la peinture, à l'abri dans son atelier intra-muros, rue de la Fosse. Il y retrouve quiétude et inspiration, réalise de nombreux autoportraits digne des œuvres d'un Van Gogh, des bouquets, des paysages locaux.
En 1997, il réalise 13 superbes peintures, commandées par Pierre Cardin. Il fait également un Christ pour la Cathédrale Saint-Vincent de Saint-Malo.
En 2008, la ville de Saint-Malo lui rend un hommage posthume par une exposition chapelle Saint-Sauveur. 
En 2015, un de ses tableaux est vendu aux enchères à 1500 €, ce qui constitue un record selon le commissaire-priseur.

## Sources
- Catalogue de l'exposition temporaire de 2008, chapelle St-Sauveur de Saint-Malo, réalisée par le service des Expositions temporaires de la Ville de Saint-Malo).